# 内森·米尔斯坦
内森·米尔斯坦（英語：Nathan Milstein、1904年1月13日—1992年12月21日），烏克蘭裔美国小提琴家，以其出色的巴赫演绎而闻名于世，有「小提琴贵族」之称，此外他的浪漫派曲目詮釋亦為人稱道。
以任一個世代的標準來看，米尔斯坦的演奏生涯都是驚人的長，1986年7月17日在斯德哥爾摩是他最後的公開演出，當時已八十二歲的米尔斯坦仍維持其演出水準，對弦樂演奏者而言尤其不易。
米尔斯坦在演奏外也從事作曲、改編，他對於運音與句法尤其講究，經常花費許多時間鑽研演奏指法。

## 生平
1904年1月13日，米尔斯坦出生在俄羅斯帝國敖德薩（今乌克兰境內）一个犹太人家庭，在家中七名子女中排行第四。據說，由於目睹11歲的雅沙·海菲茨在演奏會上傑出的表現，米尔斯坦家的雙親決意栽培孩子成為一名小提琴家。7岁時，米尔斯坦師从彼得·史托里亞斯基学小提琴，11岁受入莱奥波德·奥尔邀請，入圣彼得堡音乐学院。米尔斯坦回憶聖彼得堡的學習歷程:84, 86：
每個希望能演奏得更好的小孩，都想同奧爾學習，他的天分既好，也是一名好老師。我一週會到音樂院兩回，每回上課都有四十至五十人的觀眾，教室裡有兩架鋼琴，一位鋼琴合作替我們伴奏。當奧爾因病無法到學校上課的時候，他就會要我到家裡去。
米尔斯坦亦曾师从比利时小提琴家欧仁·伊萨伊，但他認為自己從伊萨伊處所得甚少。他在自己的紀錄片中回憶道：「1926年，我開始同伊萨伊上課，但他並不怎麼注意我。我認為這樣也許更好，我畢竟必須為自己打算些。」:86 
1921年，米尔斯坦和在基辅演出的霍洛維茲兄妹相遇，两人的情誼自此展開，經常合作在苏联範圍內巡演，1925年一同到巴黎、马德里、南美洲等地巡演。1929年，在美国首演（與斯托科夫斯基、费城管弦乐团合作），此后十年间他在在美加各地巡演。1943年入美国籍。
在1986年7月於斯德哥爾摩演出後，由於失足所造成的手部傷勢，迫使他結束了演奏生涯。1992年12月21日，米尔斯坦在倫敦因心肌梗塞逝世，享年88岁。

## 獲獎與榮譽
- 法國榮譽軍團勳章（等第不詳），1968年
- 肯尼迪中心榮譽獎

## 作品節選

### 商業錄音
- 巴哈：小提琴独奏奏鸣曲及组曲
- 内森·米尔斯坦的艺术
- 内森·米尔斯坦精选
- 勃拉姆斯，柴可夫斯基D大调小提琴协奏曲
- 柴科夫斯基和门德尔松 - 小提琴协奏曲
- 巴赫无伴奏小提琴奏鸣曲
- 贝多芬和勃拉姆斯的小提琴协奏曲
- Paganiniana：小提琴演奏会 - 内森·米尔斯坦
- 巴赫：无伴奏小提琴组曲，BWV1002，1004，1006
- 内森·米尔斯坦:  DG  与  EMI   唱片合集（35 CDs）

### 作曲
- Paganiniana，1954年
- 贝多芬D大调小提琴协奏曲华彩乐段
- 勃拉姆斯小提琴协奏曲华彩乐段

### 著作
- 自传《从俄国到西方》，1990年

以第一人稱視角，談及諸多重要作曲家如格拉祖诺夫、普羅科菲耶夫、拉赫玛尼诺夫以及斯特拉文斯基，以及指揮家托斯卡尼尼、斯托科夫斯基等人。此外，書中也談及好友霍羅威茨，大提琴家皮亚季戈尔斯基，芭蕾舞者巴兰奇，以及其他的小提琴家如弗里茨·克莱斯勒、大卫·奥伊斯特拉赫等人。

## 軼事
- 身為奧爾事實上的閉門弟子，他在自己的回憶錄裡並未直接提及米尔斯坦，僅有「來自敖德薩的孩子⋯⋯」的記述[8][3]。另外，聖彼得堡音樂院的學生名冊中亦無米尔斯坦之名。
- 米尔斯坦主要的用琴是1716年製的斯特拉迪瓦里「戈德曼」（Goldman），於1945年購入。他將這把琴命名為「瑪麗亞·特蕾莎」，分別紀念自己的妻女。